# Lussery
Lussery (toponimo francese) è una frazione del comune svizzero di Lussery-Villars, nel Canton Vaud (distretto del Gros-de-Vaud).

## Storia

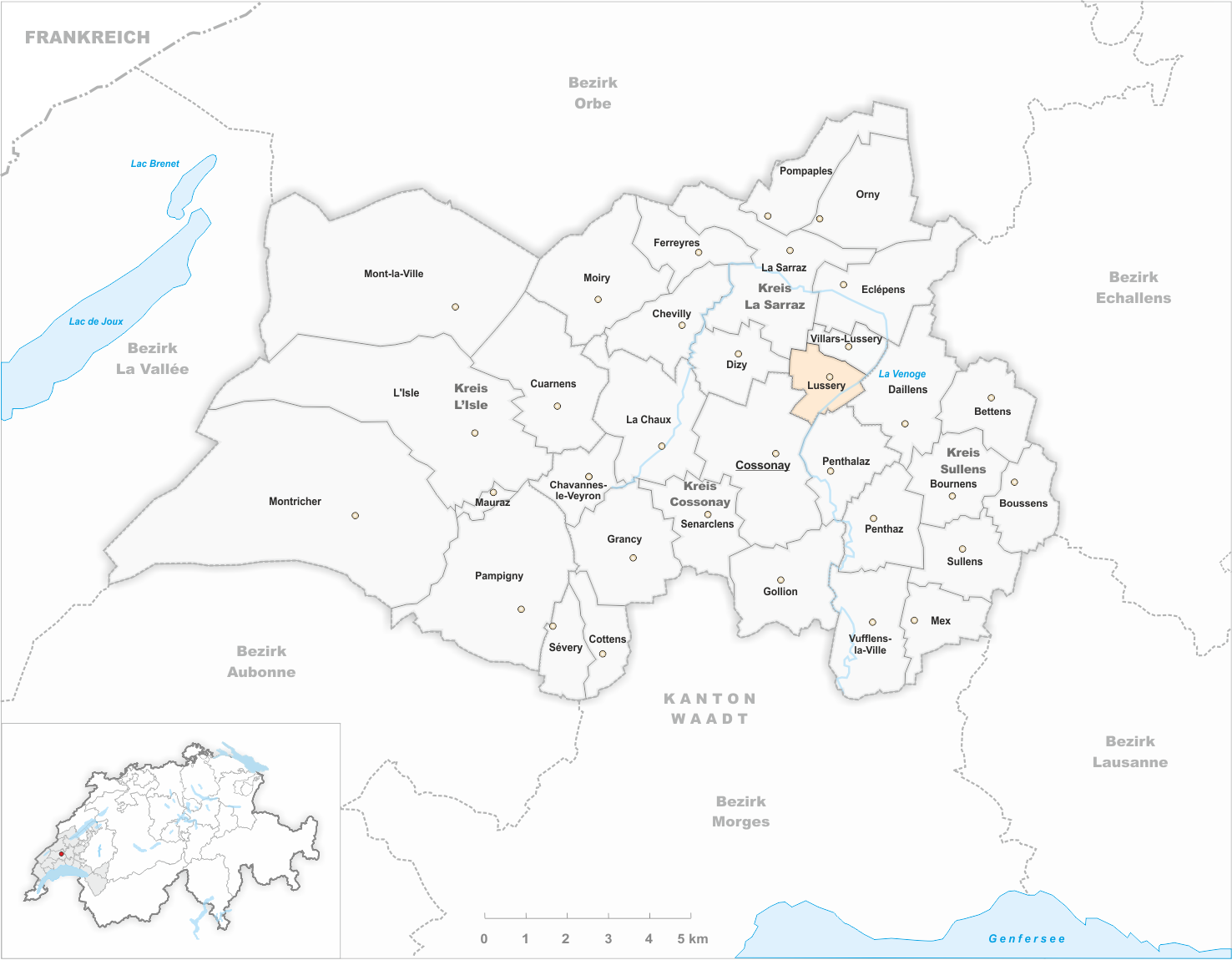
Il territorio del comune di Lussery prima degli accorpamenti comunali del 1999

Già comune autonomo, nel 1999 è stato accorpato all'altro comune soppresso di Villars-Lussery per formare il nuovo comune di Lussery-Villars.

### Simboli
Lo stemma dei Signori di Gingins era un leone di nero su sfondo di argento, seminato di biglietti. Nel 1926 il comune riprese questo stemma nella parte superiore del proprio scudo poiché Lussery fu governata da un ramo di questa famiglia nel XVII e XVIII secolo. La ruota di mulino si riferisce ai mulini che fino a poco tempo fa erano alimentati dal fiume Venoge.

## Monumenti e luoghi d'interesse
- Cappella in località Bahyse, eretta nel 1973[1].

## Società

### Evoluzione demografica
L'evoluzione demografica è riportata nella seguente tabella:
Abitanti censiti

## Amministrazione
Ogni famiglia originaria del luogo fa parte del cosiddetto comune patriziale e ha la responsabilità della manutenzione di ogni bene ricadente all'interno dei confini della frazione.